# Marc-André Kruska
Marc-André Kruska, né le 29 juin 1987 à Castrop-Rauxel, est un footballeur allemand.

## Carrière
Kruska découvre le football dans un petit club près de son lieu de naissance avant d'être recruté en 1999 par le Borussia Dortmund. Il fait ses premiers pas avec l'équipe première en Bundesliga contre Kaiserlautern. Il n'a que 17 ans. Kruska inscrit son premier but face au Hansa Rostock. Il devient alors le quatrième plus jeune buteur de l'histoire de la Bundesliga. Il a remporte également le « Fritz Walter Trofee », récompensant le meilleur joueur de moins de 18 ans du championnat.
Kruska devient ensuite titulaire au sein de la formation allemande les trois saisons suivantes. Au début de la saison 2008/2009, il perd sa place à la suite d'une blessure à l'orteil. En janvier 2009, il décide de quitter l'Allemagne et signe pour deux ans et demi au FC Bruges. Au début de la saison 2009/2010, Kruska ne bénéficie pas de la confiance du nouvel entraîneur Adrie Koster et il décide de retourner en Allemagne, au FC Energie Cottbus.
Kruska est aussi capitaine de l'équipe d'Allemagne espoir qui participe au Championnat d'Europe 2009, en Suède.

## Statistiques
| Saison  | Club               | Pays      | Championnat  | Match | Buts |
| ------- | ------------------ | --------- | ------------ | ----- | ---- |
| 2004/05 | Borussia Dortmund  | Allemagne | Bundesliga   | 18    | 1    |
| 2005/06 | Borussia Dortmund  | Allemagne | Bundesliga   | 23    | 0    |
| 2006/07 | Borussia Dortmund  | Allemagne | Bundesliga   | 31    | 1    |
| 2007/08 | Borussia Dortmund  | Allemagne | Bundesliga   | 23    | 0    |
| 2008/09 | Borussia Dortmund  | Allemagne | Bundesliga   | 2     | 0    |
|         | FC Bruges          | Belgique  | Division 1   | 15    | 0    |
| 2009/10 | FC Energie Cottbus | Allemagne | Bundesliga 2 | 28    | 3    |
| 2010/11 | FC Energie Cottbus | Allemagne | Bundesliga 2 | 32    | 4    |
| 2011/12 | FC Energie Cottbus | Allemagne | Bundesliga 2 | 33    | 1    |
| 2012/13 | FC Energie Cottbus | Allemagne | Bundesliga 2 | 33    | 1    |
| 2013/14 | FC Energie Cottbus | Allemagne | Bundesliga 2 | 21    | 1    |
|         | FSV Francfort      | Allemagne | Bundesliga 2 | 12    | 0    |